# Чхве Сун Хо
Чхве Сун Хо (род. 10 января 1962 года в Чхунджу) — южнокорейский футболист, выступавший на позиции нападающего.

## Карьера игрока

### Клубная карьера
Чхве начал свою карьеру в 1981 году в команде университета Кванун. В 1983 году он присоединился к клубу «ПОСКО Дольфинс» (ныне «Пхохан Стилерс»). В 1985 году клуб изменил своё название на «ПОСКО Атомс». В том же году Чхве стал с командой вице-чемпионом Южной Кореи. Год спустя он выиграл национальный чемпионат, а в 1987 году снова занял второе место. За пять сезонов в ПОСКО он сыграл 55 матчей и забил 21 гол.
В 1988 году он отправился в «Сеул». В том же году он со столичной командой стал вице-чемпионом Южной Кореи. В 1990 году он выиграл чемпионат страны. В 1991 году он вернулся в «ПОСКО Атомс». В 1992 году он стал игроком французского «Родеза» из Лиги 2. В 1993 году Чхве закончил свою карьеру.

### Карьера в сборной
В составе Южной Кореи Чхве дебютировал в 1980 году. В том же году он с командой дошёл до финала Кубка Азии. Он также был лучшим бомбардиром этого турнира, в частности оформил хет-трик в матче с ОАЭ. В 1986 году он был взят в сборную на чемпионат мира. Он сыграл в матчах с Аргентиной (1:3) и Италией (2:3). Во встрече с последней также забил гол. Южная Корея не смогла преодолеть групповой этап. В 1988 году Чхве выступал на летних Олимпийских играх. В 1990 году он снова поехал на чемпионат мира. Он сыграл все матчи своей команды против Бельгии (0:2), Испании (1:3) и Уругвая (0:1), Южной Корее снова не удалось выйти из группы. За 11 лет в национальной сборной Чхве сыграл 95 матчей и забил 30 голов.

## Карьера тренера
После окончания карьеры игрока Чхве стал тренером. В 2000 году он возглавил свой родной клуб «Пхохан Стилерс», с которым завоевал серебро чемпионата, а также дважды дошёл до финала кубка. Позднее он возглавлял «Ульсан Хёндэ Мипо Долфин» и «Канвон».